# Bildstock (Münnerstadt; Maria Bildhausen)

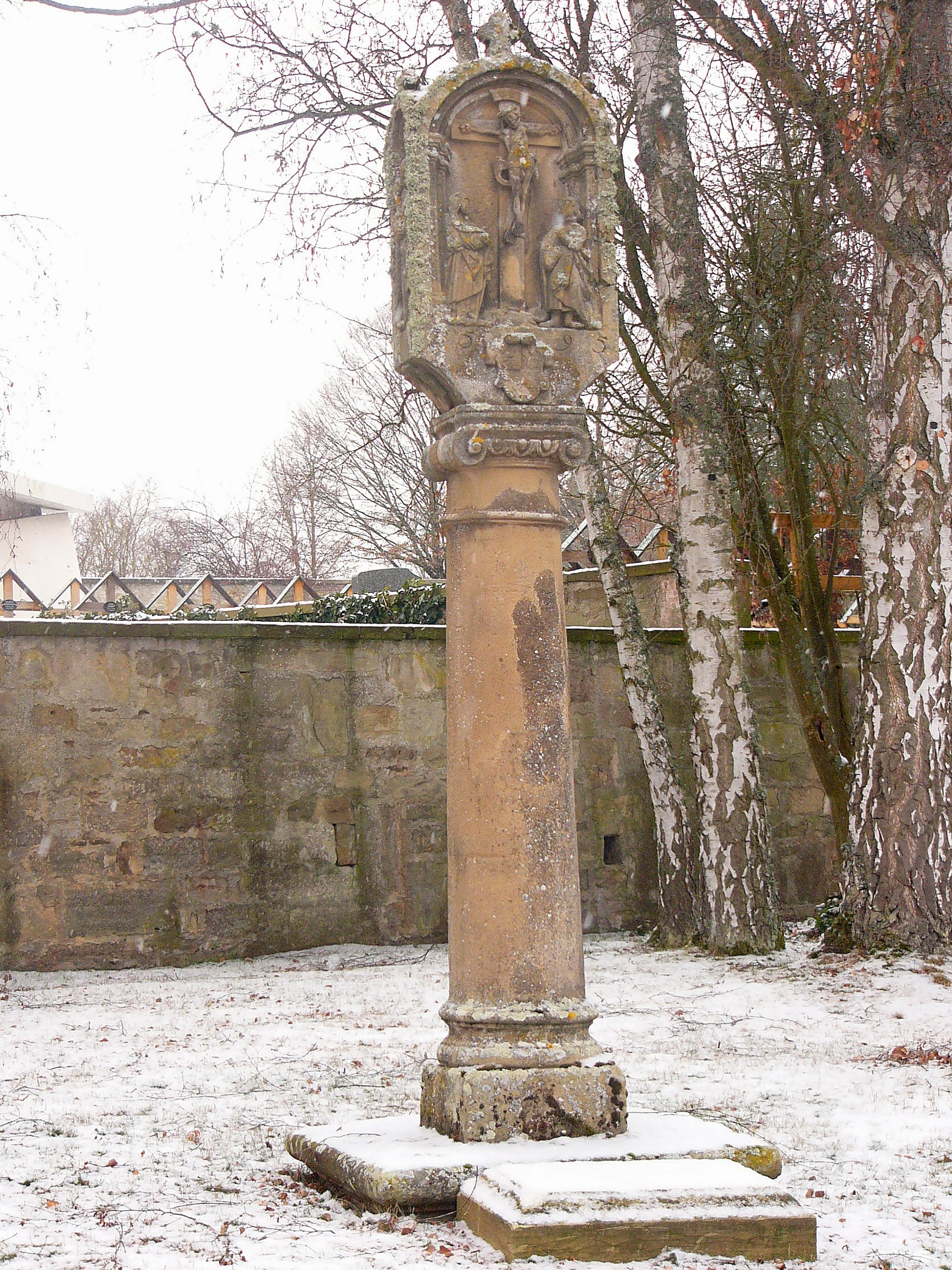
Bildstock beim Kloster Maria Bildhausen.

Der Bildstock Maria Bildhausen gehört zum Kloster Maria Bildhausen, in der Stadt Münnerstadt im unterfränkischen Landkreis Bad Kissingen, das gleichzeitig Gemeindeteil der Stadt ist. Er gehört zu den Baudenkmälern von Münnerstadt und ist unter der Nummer D-6-72-135-186 in der Bayerischen Denkmalliste registriert.

## Beschreibung
Der Bildstock besteht aus Sandstein und entstand im Jahr 1595.
Auf einer quadratischen Sockelplatte von 107 cm Seitenlänge steht die Säule mit einer Höhe von 96 cm und mit einem Durchmesser von 31 cm, die sich nur wenig verjüngt.
Der Aufsatz hat eine Höhe von 96 cm und eine Tiefe von 30 cm.
Vorne befindet sich in einem Architekturrahmen eine Darstellung der Kreuzigung Christi mit den Assistenzfiguren der Muttergottes Maria und des Apostels Johannes, darunter das Wappen des Klosters Maria Bildhausen und die Jahreszahl „1595“. Die Rückseite zeigt die Geißelung Christi mit zwei Knechten.
An den Schmalseiten befindet sich eine Gekrönte Maria mit Kind, darunter die Buchstaben „M“ und „A“; der hl. Bernhard mit Abtstab und einem Buch, auf dem ein Hündchen liegt, darunter das Zisterzienserwappen.
Im Jahr 1967 wurden auf Veranlassung des Klosters der Bildstock, die Martersäule von 1730 und die St.-Nepomuk-Statue von 1785 restauriert.